# Deposito locomotive di Novate Milanese

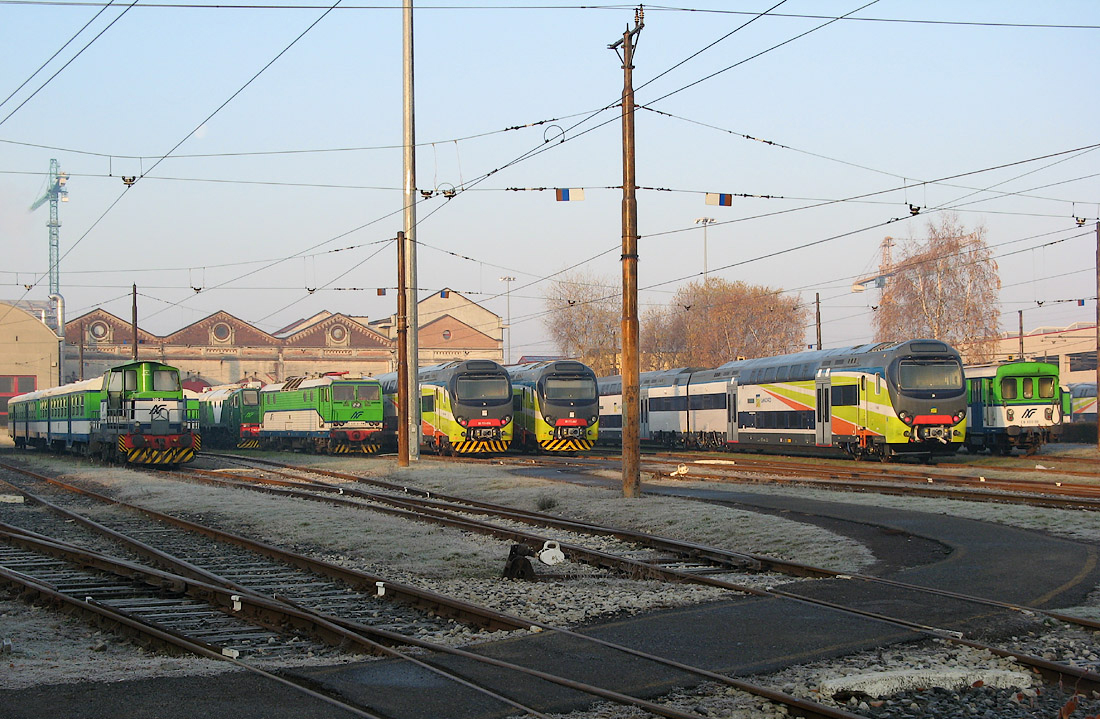
Elettrotreni LeNord in sosta presso il deposito di Novate Milanese nel 2007

Il deposito locomotive di Novate Milanese è un impianto di manutenzione per veicoli ferroviari di Trenord, situato sul territorio comunale di Novate Milanese.

## Storia

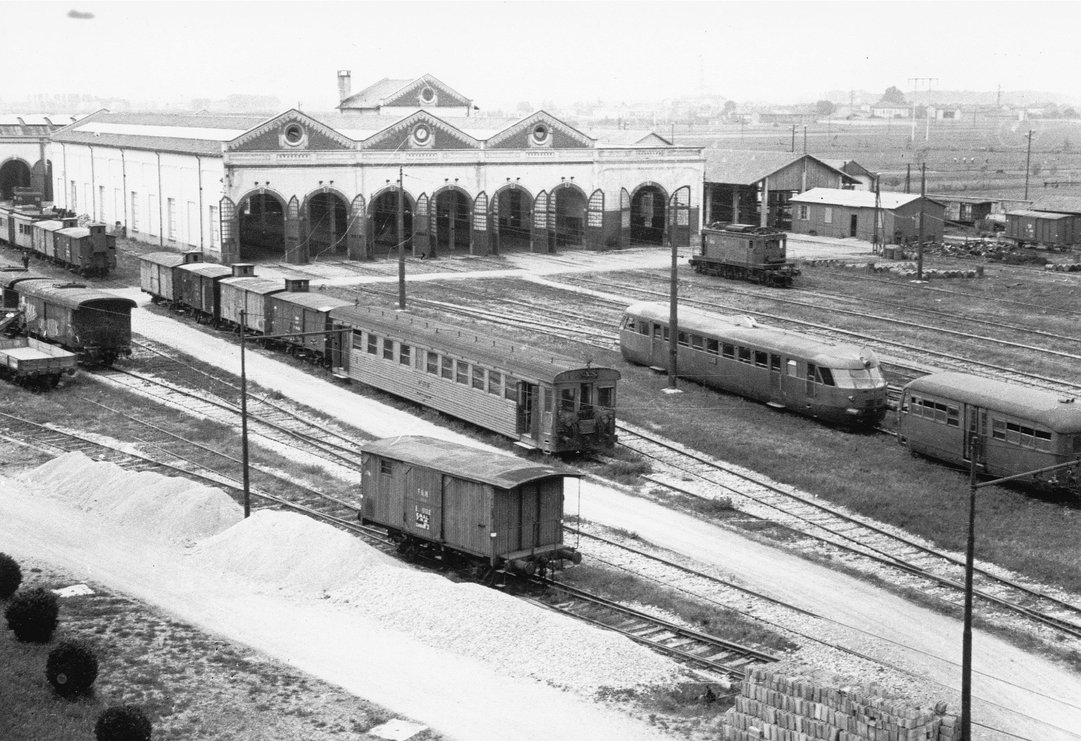
Il deposito in una fotografia degli anni Cinquanta

Ortofotografia del deposito come appariva nel 2003

Il centro ferroviario di Novate Milanese fu progettato nel 1927 e fu aperto al servizio pubblico nel 1928 in occasione dell'elettrificazione della ferrovia Milano-Saronno, come deposito locomotive delle Ferrovie Nord Milano (FNM).
Negli anni, l'impianto fu oggetto di una serie di interventi che lo potenziarono. Negli anni Sessanta fu espanso il capannone del deposito in modo da consentire la posa del tornio in fossa, che avvenne nel 1968. Nel 1985, fu costruito il nuovo deposito. Nel 2009, fu aggiunto un nuovo capannone per la pulizia dei convogli.
Nel 2021, in un apposito capannone fu installato un nuovo tornio in fossa del tipo passante, mentre nel 2023, dopo una fase di collaudo iniziata l'anno precedente, entrò in funzione un impianto di recupero delle acque piovane per soddisfare l'intero fabbisogno idrico dell'impianto novatese nelle attività di pulizia e di rimozione dei graffiti.
Nel corso degli anni, l'impianto passò in gestione alle varie società controllate da FNM: Ferrovie Nord Milano Esercizio (dal 1985), LeNord (dal 2004) e Trenord (dal 2011).

## Caratteristiche
Situato in prossimità dell'estremo nord-ovest del territorio novatese, al confine con Bollate, l'impianto si estende su una superficie di 135000 m² ed è dotato di circa 6000 m di binari di servizio.
Presenta due capannoni dedicati alle operazioni di pulizia del materiale rotabile: un primo provvisto di un binario con una lunghezza di 180 m e un secondo a doppio binario con una lunghezza di 210 m. L'area destinata a deposito conta undici binari nella quale sostano i rotabili della flotta Trenord: qui si eseguono gli interventi di manutenzione minore, che non necessitano la separazione del carrello dalla cassa della carrozza.
Il deposito e le officine si trovano a poca distanza dalla stazione di Novate Milanese e raccordati a quest'ultima grazie a tre binari in asse al fabbricato viaggiatori.

### Utilizzo
Nelle officine si eseguono gli interventi di maggior portata e sono presenti apposite aree dove vengono eseguite prove tecniche di corretto funzionamento dei convogli, con reparti specializzati nei diversi componenti dei treni.
Dal deposito di Novate Milanese hanno inizio giornalmente le corse viaggiatori.